# The Smoke
The Smoke var brittiskt psykedeliskt rockband från York bildat 1965. 
The Smoke bestod av Mick Rowley (sång), Mal Luker (gitarr), John "Zeke" Lund (basgitarr) och Geoff Gill (trummor). Gruppens musikstil kan sägas var en blandning mellan The Who och Small Faces. De fick sin största hit med "My Friend Jack" i Västtyskland 1967. Låten förbjöds samtidigt från att spelas på brittiska BBC på grund av påstådda drogreferenser.

## Diskografi
Album
- It's Smoke Time (1967)

Singlar
- "Keep A Hold Of What You've Got" / "She's A Liar" (1965) (som The Shots)
- "There She Goes" / "Walk Right Out The Door" (1965) (som The Shots)
- "My Friend Jack" / "We Can Take It" (1967)
- "High In A Room" / "If The Weather's Sunny" (1967)
- "If The Weather's Sunny" / "I Would If I Could, But I Can't" (1967)
- "Victor Henry's Cool Book" / "Have Some More Tea" (1967)
- "It Could Be Wonderful" / "Have Some More Tea" (1968)
- "Utterly Simple" / "Sydney Gill" (1968)
- "Sydney Gill" / "It Could Be Wonderful" (1968)
- "Dreams Of Dreams" / "My Birth" (1970)
- "Ride, Ride, Ride" / "Guy Fawkes" (1971)
- "Sugar Man" / "That's What I Want" (1972)
- "Jack is Back" / "That's What I Want" (1972)
- "Shagalagalu" / "Gimme Good Loving" (1974)
- "My Lullaby" / "Looking High" (1974)
- "My Friend Jack" / "Lady" (1976)